# Brixia lineata
Brixia lineata är en insektsart som beskrevs av Synave 1956. Brixia lineata ingår i släktet Brixia och familjen kilstritar. Inga underarter finns listade i Catalogue of Life.